# Dungeons
Dungeons är ett strategispel för Microsoft Windows utvecklat av Realmforge Studios. Spelet utannonserades 12 augusti 2010 och släpptes 10 februari 2011.